# 蘇廷魁
蘇廷魁（1800年—1878年，即嘉慶5年—光緒4年），字賡堂，廣東高要人。道光十五年進士，選庶吉士，授編修。二十二年，遷御史。曾疏劾穆彰阿、賽尚阿等大臣。咸豐八年，英法聯軍攻佔廣州，蘇廷魁與侍郎羅惇衍等倡設團防局，招募東莞及三元里、佛山練勇數萬人，斬殺聯軍百餘人。同治初年，因中外大臣推薦，授河南開歸陳許道，歷河南布政使，擢東河總督。七年，因滎澤決堤，革職留任，河堤竣工後復任。光緒四年，卒。

## 延伸阅读
[在维基数据编辑]
 《清史稿/卷378》，出自趙爾巽《清史稿》
 在维基共享资源阅览影像